# Obóz pracy przymusowej w Kozienicach
Obóz pracy przymusowej w Kozienicach (niem. Zwangsarbeitslager für Juden Kozienice) – obóz pracy przymusowej w Kozienicach na terenie Generalnego Gubernatorstwa.
Istniał w okresie od początku 1940 do października 1942. Był przeznaczony wyłącznie dla kobiet narodowości żydowskiej.